# Chavanat
 Chavanat  es una comuna (municipio) de Francia, en la región de Lemosín, departamento de Creuse, en el distrito de Aubusson y cantón de Saint-Sulpice-les-Champs.
Su población en el censo de 1999 era de 127 habitantes.
Está integrada en la Communauté de communes Du Pays Creuse Thaurion Gartempe.

## Demografía
| 140 | 182 | 202 | 154 | 144 | 127 |
| Para los censos de 1962 a 1999 la población legal corresponde a la población sin duplicidades (Fuente: INSEE [Consultar]) |     |     |     |     |     |